# Жолмурзаев, Искак
Иска́к Жолмурза́ев (1898, Сырдарьинская область, Туркестанский край, Российская империя — неизвестно, Кызылординская область, Казахская ССР) — управляющий фермой № 2 совхоза «Сары-Булак» Талды-Курганской области, Казахская ССР. Герой Социалистического Труда (1958). Депутат Верховного Совета Казахской ССР 1-го созыва.

## Биография
Родился в 1898 году в крестьянской семье в одном из сельских населённых пунктов Сырдарьинской области.
Окончил местную начальную школу. Трудился в частном сельском хозяйстве. С 1926 года трудился в кредитном сельскохозяйственном товариществе по обработке земли, затем — в колхозе «Кедей-Бирлик». С 1932 года — рабочий стройтреста в Алма-Ате. Окончил заочное отделение сельскохозяйственного техникума.
С 1938 года — заместитель председателя Алма-Атинского горисполкома. В последующие годы — управляющий отделением овцесовхоза «Букен-Аксуйский» Алма-Атинской области (1941—1944). В 1944 году назначен заведующим фермой племенного овцеводческого совхоза «Сары-Булак» Талды-Курганской области.
На его ферме содержалось 25 отар, что составляло треть всего поголовья овец совхоза. Занимался селекционной работой. При его посредничестве была создана чистопородная стадо казахских тонкорунных овец, которое поставляло породных овец во всех овцеводческие предприятия Казахской ССР и за его пределы. Указом Президиума Верховного Совета СССР от 29 марта 1958 года удостоен звания Героя Социалистического Труда за «выдающиеся успехи, достигнутые в деле развития овцеводства, увеличении производства и сдачи государству мяса, шерсти и шкурок каракуля в 1957 году» с вручением ордена Ленина и золотой медали «Серп и Молот» (№ 8563).
Избирался депутатом Верховного Совета Казахской ССР 1-го созыва (1938—1946) от Пушкинского избирательного округа № 10
Руководил фермой до выхода на пенсию в середине 1970-х годов. Проживал в Кызылординской области. Дата смерти не установлена.
Награды
- Герой Социалистического Труда
- Орден Ленина
- Орден Трудового Красного Знамени (22.03.1966)